# Lullaby and... The Ceaseless Roar
Lullaby and… The Ceaseless Roar je desáté sólové studiové album anglického zpěváka Roberta Planta, vydané v září roku 2014 u vydavatelství Nonesuch Records a Warner Bros. Records. Zpěváka zde doprovází členové skupiny The Sensational Space Shifters (v té vedle jiných působí například Plantův dlouholetý spoluhráč Justin Adams). Album produkoval Plant a o jeho mixing se postaral Tchad Blake.

## Seznam skladeb
1. „Little Maggie“
2. „Rainbow“
3. „Pocketful of Golden“
4. „Embrace Another Fall“
5. „Turn It Up“
6. „A Stolen Kiss“
7. „Somebody There“
8. „Poor Howard“
9. „House of Love“
10. „Up on the Hollow Hill (Understanding Arthur)“
11. „Arbaden (Maggie's Babby)“

## Obsazení
- Robert Plant – zpěv
- Justin Adams – bendirs, djembe, kytara, tehardant, doprovodné vokály
- Liam „Skin“ Tyson – banjo, kytara, doprovodné vokály
- John Baggott – klávesy, smyčky, baskytara, klavír, tabal, doprovodné vokály
- Juldeh Camara – kologo, ritti, zpěv
- Billy Fuller – baskytara, kontrabas, omnichord, programované bicí
- Dave Smith – bicí